# 市立豊中病院
市立豊中病院（しりつとよなかびょういん、Toyonaka Municipal Hospital）は大阪府豊中市にある公立の医療機関である。旧豊中市民病院。管理・運営しているのは豊中市。
豊中市の医療の中心であり、がんの治療が評価され2002年12月9日に厚生労働省認可のがん診療連携拠点病院に指定されている。病棟は15病棟あり、建物は地上8階建てである。

## 沿革
- 1944年4月12日 - 私立宮田病院を買収し「豊中市民病院」として、内科、外科、小児科の3科をもって創設される（31床）。豊中市大字南轟木48番地の1（現・末広町3丁目）。[1]
- 1954年7月 - 豊中市岡上の町2丁目1番1号に施設を開設し、「市立豊中病院」に施設名を改称する。（内科、外科、小児科、皮膚泌尿器科、耳鼻咽喉科、整形外科、産婦人科、眼科、理学診療科、歯科。一般病床112床、結核病床45床）[2]
- 1957年7月 - 総合病院として認可される。同9月　併設伝染病棟新築竣工35床、一般病棟30床増加。（一般142、結核45、伝染35、計222床）[2]
- 1958年 - 基準給食の実施の承認。
- 1960年 - 東病棟の構築が終了する。（一般246、結核58、伝染35、計339床）
- 1962年 - 基準寝具設備の実施の承認。
- 1964年 - 地方公営企業法の認可が降りる。救急病院告示の承認。
- 1966年 - 基準看護実施の承認。南館病棟・診察棟・管理棟の増築が終了する。（一般445、結核58、伝染35、計539床）[2]
- 1970年 - 脳神経外科新設（診療科）[2]
- 1972年 - 心臓外科を新設（診療補助科）[2]
- 1975年 - 結核病床廃止。
- 1976年 - 看護婦寄宿舎新築竣工。
- 1978年 - 医務局を2局制に改組。
- 1980年 - CTスキャナー診察棟が完成する。
- 1988年 - 病院移転案を豊中市議会に提出する。市議会において新病院予定地を「二尾池」に決定。
- 1989年 - 新病院基本構想案答申。臨床研修医制度発足。豊中市議会が新病院建設基本構想案を承諾する。
- 1990年 - 事務局内に新病院建設準備室を設置。基準看護一部特3類の承認。
- 1991年 - 新病院基本設計完成。医事コンピュータ導入（入院部門）
- 1992年 - 大阪府より新病院建設及び増床許可。
- 1993年 - 新病院実施設計完成。診療報酬点数表甲表に切替。
- 1994年 - 豊中市柴原町に新施設を着工する。
- 1997年11月3日 - 豊中市柴原町に新施設が竣工し、岡上の町から移転する。（一般599、伝染20、計619床）
- 1999年 - 財団法人日本医療機能評価機構より認定を受ける。
- 2000年 - 厚生省・臨床研修病院（医科）（歯科）の指定を受ける。
- 2001年 - 看護婦寄宿舎廃止。
- 2002年 - 循環器科標榜。旧看護婦寄宿舎売却。厚生労働省・地域がん診療連携拠点病院の指定を受ける。
- 2003年 - 院外処方実施。病院運営健全化計画を策定。
- 2004年 - 会計窓口の電光表示案内開始。
- 2005年 - 財団法人日本医療機能評価機構より認定を受ける。登録医制度開始。開放型病床（5床）の運用開始。
- 2006年 - 病院運営健全化中期実施計画を策定。
- 2007年 - がん相談支援センターを開設。HCU（ハイケアユニット）の運用開始。一般病棟入院基本料　7対1入院基本料の適用開始。地域周産期母子医療センターの認定を受ける。
- 2008年 - 病理診断科、救急科を標榜（院内標榜から移行）。DPC（包括診療報酬請求制度）の対象病院となる。
- 2009年 - 市立豊中病院総合情報通信システム（TOPICS)を導入。病院運営健全化後期実施計画を策定。院内助産院「はぐみ」を開設。緩和ケアセンターを開設。
- 2010年 - 財団法人日本医療機能評価機構より再認定を受ける。厚生労働省より「地域がん診療連携拠点病院」の更新認定を受ける。11月19日 -大阪府より 地域医療支援病院の承認を受ける。消化器内科、消化器外科標榜。
- 2011年4月1日 - 地方公営企業法全部適用。

## 診療科目
| - 内科 - 神経内科 - 精神科 - 救急診療科 - 循環器科 - 小児科 - 外科 - 整形外科 - 心臓血管外科 - 脳神経外科 | - 皮膚科 - 歯科口腔外科 - 産婦人科 - 眼科 - 歯科 - 耳鼻咽喉科 - 放射線科 - 麻酔科 - リハビリテーション科 - 病理診断科 |

## 病棟
15病棟（一般14病棟、感染1病棟）
| 場所  | 床数 | 診療科目                         |
| ----- | ---- | -------------------------------- |
| 8階北 | 50床 | 内科、耳鼻咽喉科、歯科口腔外科   |
| 8階南 | 45床 | 集学治療病棟                     |
| 感染  | 14床 |                                  |
| 7階北 | 51床 | 内科、神経内科、脳神経外科       |
| 7階南 | 51床 | 内科、眼科                       |
| 6階北 | 53床 | 内科、循環器科、心臓血管外科     |
| 6階南 | 51床 | 内科、婦人科                     |
| 5階北 | 49床 | 外科、泌尿器科                   |
| 5階南 | 51床 | 外科、救急科                     |
| 4階北 | 51床 | 整形外科、皮膚科、麻酔科         |
| 4階南 | 32床 | 小児科                           |
| 3階北 | 55床 | リハビリテーション科、人間ドック |
| 3階南 | 42床 | 産科、GCU                        |
| NICU  | 6床  | NICU                             |
| 2階   | 12床 | ICU、CCU、HCU                    |

## 機関指定
- 日本医療機能評価機構認定病院
- 臨床研修指定病院
- 地域がん診療連携拠点病院

## 旧病院跡地問題
1997年11月3日に豊中市柴原町に新施設が竣工し、病院自体を旧施設があった岡上の町から移転したが、その後跡地の土地開発が問題になり、一時は買取先が決まらず開発は難航したが、2009年6月にスポーツクラブ運営会社大手のルネサンスが「スポーツクラブ&スパ ルネサンス豊中」をオープンする事になった。

## アクセス
- 大阪モノレール柴原阪大前駅下車、徒歩すぐ。
- 阪急バス柴原阪大前駅（市立豊中病院前）停留所下車、徒歩すぐ。